# Rolf Clemens Wagner

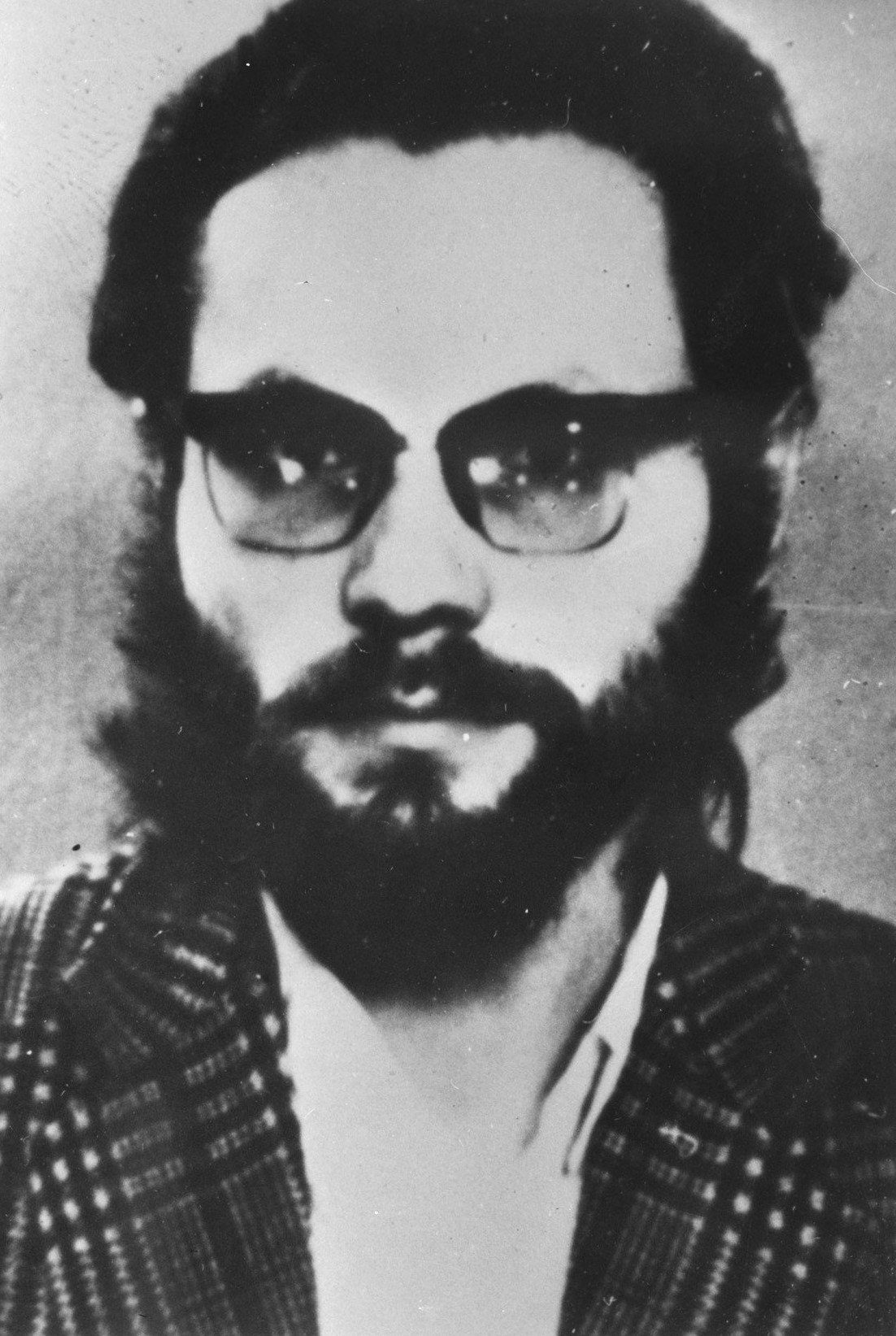
Rolf Clemens Wagner w 1970 roku

Rolf Clemens Wagner (ur. 30 sierpnia 1944 we Vrchlabi; zm. 11 lutego 2014) – lewicowy terrorysta, członek niemieckiej RAF.
Brał udział w porwaniu Hannsa Martina Schleyera. W maju 1978 został aresztowany wraz z innymi członkami RAF (Brigitte Mohnhaupt, Sieglinde Hofmann, Peter-Jürgen Boock) w Jugosławii. Po tym, jak RFN nie zgodziła się na wymianę więźniów, władze Jugosławii pozwoliły terrorystom wyjechać do Jemenu.
Wraz z Susanne Albrecht i Wernerem Lotze przygotował zamach na generała Alexandra Haiga 25 czerwca 1979. 19 listopada 1979 dokonał napadu na filię Schweizerisches Volksbank w Zurychu. Tego samego dnia został zatrzymany i aresztowany. W więzieniu przebywał od 1979 do 2003. Skazano go na dożywocie. Został ułaskawiony w 2003 przez prezydenta Johannesa Rau, gdy miał 59 lat.
Zmarł 11 lutego 2014 roku.